# Ейстфели
Ейстфели (на фарьорски: Eystfelli) е връх разположен на остров Фуглой, Фарьорски острови, Дания. Височината му е 449 m над морското равнище.